# Resolución (densidad electrónica)

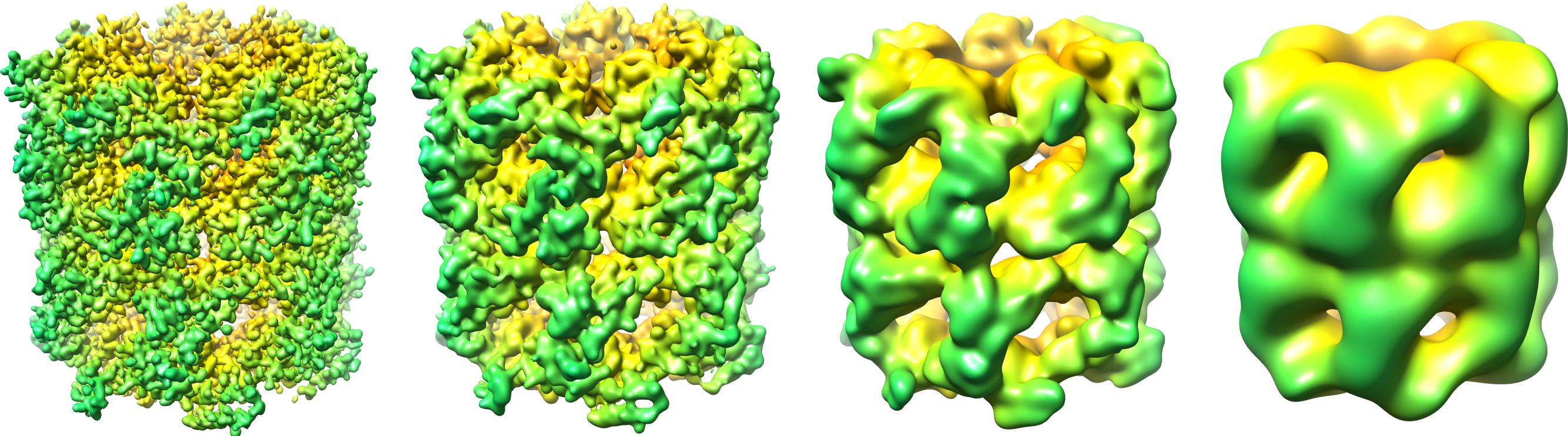
Serie de resoluciones para GroEL: de izquierda a derecha, resolución de 4 Å, 8 Å, 16 Å y 32 Å. Los detalles se borran a medida que la resolución se reduce.

La resolución en términos de densidad electrónica es una medida de la resolubilidad en el mapa de densidad electrónica de una molécula. En la cristalografía de rayos X, la resolución es el pico resoluble más alto en el patrón de difracción, mientras que la resolución en microscopía crioelectrónica es una comparación del espacio de frecuencia de dos mitades de los datos, que se esfuerza por correlacionarse con la definición de rayos X.

## Medidas cualitativas
En biología estructural, la resolución se puede dividir en 4 grupos:    
1. Elementos individuales subatómicos son distinguibles y se pueden estudiar los efectos cuánticos,
2. Atómicos, los átomos individuales son visibles y se puede construir un modelo tridimensional preciso,
3. Estructura secundaria helicoidal, como hélices alfa y láminas beta; hélices de ARN (en ribosomas),
4. Dominio, ninguna estructura secundaria es resoluble.

## Cristalografía de rayos X
A medida que la unidad de repetición del cristal, su celda unitaria, se hace más grande y más compleja, la imagen a nivel atómico proporcionada por la cristalografía de rayos X se vuelve menos resuelta (más "difusa") para un número dado de reflexiones observadas. A menudo se distinguen dos casos limitantes de cristalografía de rayos X: cristalografía de "molécula pequeña" y "macromolecular". La cristalografía de molécula pequeña típicamente involucra cristales con menos de 100 átomos en su unidad asimétrica; tales estructuras cristalinas generalmente están tan bien resueltas que sus átomos pueden discernirse como "gotas" aisladas de densidad de electrones. Por el contrario, la cristalografía macromolecular a menudo involucra decenas de miles de átomos en la célula unitaria. Tales estructuras cristalinas generalmente están menos resueltas (más "manchadas"); los átomos y los enlaces químicos aparecen como tubos de densidad electrónica, en lugar de como átomos aislados. En general, las moléculas pequeñas también son más fáciles de cristalizar que las macromoléculas; sin embargo, la cristalografía de rayos X ha demostrado ser posible incluso para virus con cientos de miles de átomos.
| Resolución (Å) | Sentido |
| > 4.0          | Coordenadas atómicas individuales sin sentido. Se pueden determinar elementos de estructura secundaria. |
| 3.0 - 4.0      | Doblar posiblemente correcto, pero los errores son muy probables. Muchas cadenas laterales colocadas con un rotador incorrecto. |
| 2.5 - 3.0      | Es probable que el pliegue sea correcto, excepto que algunos bucles de superficie podrían estar mismosdelimitados. Varias cadenas laterales largas y delgadas (lys, glu, gln, etc.) y pequeñas cadenas laterales (ser, val, thr, etc.) probablemente tengan rotámeros incorrectos.                                            |
| 2.0 - 2.5      | Como 2.5 - 3.0, pero el número de cadenas laterales en un rotador incorrecto es considerablemente menor. Normalmente se pueden detectar muchos errores pequeños. Pliegue normalmente correcto y el número de errores en los bucles de superficie es pequeño. Las moléculas de agua y los ligandos pequeños se hacen visibles. |
| 1.5 - 2.0      | Pocos residuos tienen un rotámero incorrecto. Normalmente se pueden detectar muchos errores pequeños. Los pliegues rara vez son incorrectos, incluso en bucles de superficie. |
| 0.5 - 1.5      | En general, las estructuras casi no tienen errores en esta resolución. Los átomos individuales en una estructura se pueden resolver. Las bibliotecas Rotamer y los estudios de geometría se realizan a partir de estas estructuras.                                                                                           |

## Microscopía crioelectrónica
En la microscopía crioelectrónica, la resolución se mide típicamente mediante la correlación del anillo de Fourier (FSC), que también se conoce como la función de correlación de frecuencia espacial. El FSC es una comparación de dos transformadas de Fourier diferentes en diferentes capas en el espacio de frecuencia. Para medir el FSC, los datos deben separarse en dos grupos. Típicamente, las partículas pares forman el primer grupo y las partículas impares el segundo según su orden. Esto se conoce comúnmente como la prueba par-impar. La mayoría de las publicaciones citan el límite de FSC 0.5, que se refiere a cuando el coeficiente de correlación de las capas de Fourier es igual a 0.5.
La determinación del umbral de resolución sigue siendo un tema controvertido y existen muchos otros criterios que utilizan la curva FSC, incluidos el criterio 3-σ, el criterio 5-σ y el límite de 0.143. Sin embargo, se argumentó que los umbrales de valor fijo (como 0.5 o 0.143) se basaban en suposiciones estadísticas incorrectas. El nuevo criterio de medio bit indica en qué resolución se ha recopilado suficiente información para interpretar de manera confiable el volumen tridimensional, y el criterio (sigma) modificado de 3 sigmas indica dónde el FSC emerge sistemáticamente por encima de las correlaciones aleatorias esperadas del ruido de fondo. 
En 2007, se desarrolló un criterio de resolución independiente del FSC, la correlación cercana de Fourier (FNC), utilizando la correlación entre los vóxeles de Fourier cercanos para distinguir la señal del ruido. El FNC puede usarse para predecir un FSC menos sesgado. Consulte también una revisión de 2011 sobre mediciones de resolución Cyro-EM.